# Asellia
Az Asellia az emlősök (Mammalia) osztályának a denevérek (Chiroptera) rendjéhez, ezen belül a kis denevérek (Microchiroptera) alrendjéhez és a Hipposideridae családjához tartozó nem.

## Tudnivalók
Az Asellia-fajok Afrika és Délnyugat-Ázsia területein éltek. Megkövesedett példányaikat a miocén kori Európában is megtalálták.

## Rendszerezés
A nembe az alábbi 2 faj tartozik:
- Asellia patrizii
- fogas levélorrú-denevér (Asellia tridens) típusfaj

### Fordítás
Ez a szócikk részben vagy egészben  az   Asellia című angol Wikipédia-szócikk fordításán alapul.  Az eredeti cikk szerkesztőit annak laptörténete sorolja fel. Ez a jelzés csupán a megfogalmazás eredetét és a szerzői jogokat jelzi, nem szolgál a cikkben szereplő információk forrásmegjelöléseként.